# Eulocastra demaculata
Eulocastra demaculata är en fjärilsart som beskrevs av Embrik Strand 1917. Eulocastra demaculata ingår i släktet Eulocastra och familjen nattflyn. Inga underarter finns listade i Catalogue of Life.